# Менцишув
Менцишув (пол. Męciszów) — село в Польщі, у гміні Зволень Зволенського повіту Мазовецького воєводства.
Населення — 118 осіб (2011).
У 1975—1998 роках село належало до Радомського воєводства.

## Демографія
Демографічна структура станом на 31 березня 2011 року:
|          | Загалом | Допрацездатний вік | Працездатний вік | Постпрацездатний вік |
| -------- | ------- | ------------------ | ---------------- | -------------------- |
| Чоловіки | 62      | 9                  | 43               | 10                   |
| Жінки    | 56      | 14                 | 28               | 14                   |
| Разом    | 118     | 23                 | 71               | 24                   |